# Base (geometría)
En geometría, se denomina base a un lado o cara elegido ( en algunos casos arbitrariamente) para realizar el cálculo de área o volumen.

## En figuras planas (2D)

En el triángulo de la izquierda llamamos base al lado AB. En un triángulo semejante, el dibujado a la derecha, llamaremos base al lado BC.

Suele tomarse el lado inferior (que se supone horizontal) de una figura geométrica plana (por ejemplo, un triángulo, un paralelogramo o trapecio). Pero generalmente sucede que no está en posición especial. Además estrictamente geométrico no existe 'arriba' ni 'abajo'. Su longitud se utiliza para calcular el área de esta figura.
Ejemplo
«El área de un triángulo es igual a la longitud de la base multiplicada por la longitud de la altura dividido por 2.»
Esta es una afirmación de carácter general para cualquier triángulo. Una vez elegida su posición, de manera arbitraria independientemente de cualquier representación y si tenemos en cuenta la altura relativa, podemos calcular su área hay que jugar con cubos
Cuidado con figuras como el trapecio, cuyo dos lados paralelos se llaman base. Base mayor y base menor.

## En sólidos geométricos (3D)
La base suele tomarse la cara inferior (que se supone horizontal) de un sólido (por ejemplo, un prisma, un cono o un cilindro). Pero generalmente sucede que no está en posición especial. Por ejemplo si el cono tiene su único vértice "apuntando" hacia abajo, o hacia un lado, igualmente siempre se considera en el cono la base la cara circular.
En el caso de un prisma de base no cuadrilátero regular, la base es dicha cara. Ejemplo prisma recto de base hexagonal, la base es la cara hexagonal sin importar la posición. Es más se llaman bases ambas caras opuestas.
En el caso de un prisma recto de base rectangular o cuadrada, la base puede ser cualquiera de sus 6 caras  Su área se utiliza para calcular el volumen de este sólido.
Ejemplo
«El volumen de un cilindro es igual al área de la base multiplicada por la longitud de la altura.»
La base, junto con la altura, el radio, o el número π, aparecen muy a menudo en textos didácticos referentes a cálculos de áreas y volúmenes de las figuras a las que pertenecen.